# Idioma pijao
El pijao, coyaima o natagaima es una lengua indígena hablada por los pijaos del valle del río Magdalena, en Colombia. Actualmente la lengua parece estar extinta aunque en 1943 se encontraron algunos hablantes en los municipios de Ortega, Coyaima y Natagaima.

## Aspectos históricos, sociales y culturales

### Historia de la lengua
Los pijaos son conocidos desde el siglo XVI. A principios del siglo XVII destruyeron un asentamiento colonial anterior al asentamiento de Natagaima. Los pijaos eran una de las etnias más belicosas del valle del Magadalena. Los pijaos opusieron una gran resistencia al avance de los pueblos chibchas, y frenaron la expansión de estos hacia el oeste. Los pijaos también opusieron una feroz resistencia a la colonización europea, y a principios del siglo XVII llevaron a cabo una rebelión a gran escala que destruyó varios asentamientos coloniales.

### Uso y distribución
En 1943, Alicia y Gerardo Reichel-Dolmatoff encontraron todavía algunos hablantes de la legua pijao, y Roberto Pineda Giraldo y Milcíades Chaves recogieron algunas listas de vocabulario en el municipio de Ortega. Sin embargo, se considera que actualmente la lengua está completamente extinta, aunque no el pueblo pijao.

## Descripción lingüística

### Clasificación
Rivet (1934) basándose en datos proporcionados por los cronistas conjeturó que algunas lenguas del este de Colombia como el opoón-carare, el pijao, el panche, el Muzo, el pantágora y el chocó podrían estar relacionados con las lenguas caribes, aunque el mismo autor señaló que dicho parentesco no estaba probado. Rivet consideró que estas cinco lenguas podrían formar una rama del Caribe. Además encontró buena parte de la toponimia de la región pijao incluye el sufijo caribe ima: Coyaima, Natagaima, Combeima, Tolima, Tocaima, Anolaima. Č. Loukotka (1968), aún considerando posible el parentesco con el Caribe no vio razones para considerar que estas cinco lenguas formaran una rama del mismo.
M. Durbin y H. Seijas examinaron la evidencia disponible, básicamente listas breves de vocabulario, y encontraron que no existe demasiado parecido entre el pijao y las lenguas caribes. De las 33 palabras y expresiones conocidas del pijao, sólo unas siete muestran algún parecido residual con las lenguas caribes. El término pijao para 'agua' tána, se diferencia mucha del término Caribe oriental para 'agua' kuna (encontrándose en el resto del Caribe du- o tu- en posición inicial en el término para 'agua'). Las pocas similitudes con el Caribe se encuentran especialmente con el opone-carare, lengua vecina, y en menor medida con el grupo Caribe hianacoto-umaua-carijona-guaque. Tanto en opone-carare como en el grupo hianacoto el término para 'piedra' es *tVhV, mientras que en el resto del Caribe deriva de *tVpV, por lo que el término pijao tapé no parece relacionado con las lenguas caribes cercanas. En muzo y colima se encuentra la forma tapa 'piedra', por lo que es razonable conjeturar que la forma pijao tapé es un préstamo léxico.
Simón, quien recopiló breves vocabularios de estas lenguas, consideraba que los parches hablaban el mimo idioma que los pijaos. No se han detectado parentescos entre el pijao y otras lenguas no clasificadas de la región como el colima, el muzo y el pantágora ni con  el opón-carare clasificado como caribe.

### Vocabulario[9]
Aténkora - Cabeza
Amé - Árbol de nogal
Akaya! - ¡Ay de mí!
Yaki kandru - Tengo hambre
Tui! - ¡Bueno! ¡Está bien!
Caique - Saludo
Balonki - Bailar
Aveki - Hablar
Sumén - Beber
Kajírre - Perro
Alamán - Caimán
Achu - Piedra de moler
Chíu - Día
Atiesia - Estrella grande
Nasés - Casa
Margure - Mujer
Bota - Madre
Oreme - Hombre
Angola - Abuela
Eme - Hermano
Erame - Hermana
Calina - Amigo
Nuhugi - Fuego
Onto - Rojo
Wiriwirini - jaguar
Erename - Jefe
Duho - Cautivo
Anosia - Nube
Nanyanúa - Agua corriente, río
Numbana - Luna
Lun - Ojo
Tinkí - Diente
Choki - Nalga
Tetenki - Senos de mujer
Anigo - Ombligo
Lanki - Tambor
Oleno - Oreja
Oliga - Rodilla
Pegil - Pierna
Tape - Piedra
Omíaki - Hoja
Tenú - Tabaco, chicote